# Machaerota flavolineata
Machaerota flavolineata är en insektsart som beskrevs av William Lucas Distant 1908. Machaerota flavolineata ingår i släktet Machaerota och familjen Machaerotidae. Inga underarter finns listade i Catalogue of Life.